# Ma trận đồng xuất hiện
Ma trận đồng xuất hiện hay phân bố đồng xuất hiện (còn được gọi là ma trận đồng xuất hiện mức xám - GLCMs) là một ma trận được định nghĩa trên một hình ảnh. Nó biểu diễn phân bố của các giá trị điểm ảnh (mức xám hoặc màu sắc) đồng xuất hiện tại một độ lệch nhất định. Nó được sử dụng như một phương pháp phân tích kết cấu với nhiều ứng dụng khác nhau, đặc biệt là trong phân tích hình ảnh y khoa.

## Phương pháp
Cho một hình ảnh mức xám {\displaystyle I}. Ma trận đồng xuất hiện tính số lần các cặp điểm ảnh có giá trị và độ lệch cụ thể xuất hiện trong hình ảnh. 
- Độ lệch, {\displaystyle (\Delta x,\Delta y)}, là một toán tử vị trí có thể áp dụng cho bất kỳ điểm ảnh nào trong hình ảnh (bỏ qua hiệu ứng biên). Ví dụ, {\displaystyle (1,2)} có thể chỉ "một xuống, hai sang phải".
- Một hình ảnh với {\displaystyle p} giá trị điểm ảnh khác nhau sẽ tạo ra một ma trận đồng xuất hiện kích thước {\displaystyle p\times p} với độ lệch đã cho.
- Giá trị tại vị trí {\displaystyle (i,j)^{\text{th}}} của ma trận đồng xuất hiện cho biết số lần trong hình ảnh mà các giá trị điểm ảnh thứ {\displaystyle i^{\text{th}}} và {\displaystyle j^{\text{th}}} xuất hiện trong quan hệ được xác định bởi độ lệch.

Với một hình ảnh có {\displaystyle p} giá trị điểm ảnh khác nhau, ma trận đồng xuất hiện C kích thước {\displaystyle p\times p} được định nghĩa trên hình ảnh {\displaystyle I} kích thước {\displaystyle n\times m}, tham số hóa bởi độ lệch {\displaystyle (\Delta x,\Delta y)}, như sau:
{\displaystyle C_{\Delta x,\Delta y}(i,j)=\sum _{x=1}^{n}\sum _{y=1}^{m}{\begin{cases}1,&{\text{nếu }}I(x,y)=i{\text{ và }}I(x+\Delta x,y+\Delta y)=j\\0,&{\text{còn lại}}\end{cases}}}
Trong đó: {\displaystyle i} và {\displaystyle j} là các giá trị điểm ảnh; {\displaystyle x} và {\displaystyle y} là vị trí không gian trong hình ảnh I; độ lệch {\displaystyle (\Delta x,\Delta y)} xác định quan hệ không gian mà ma trận này được tính toán; và {\displaystyle I(x,y)} biểu thị giá trị điểm ảnh tại vị trí {\displaystyle (x,y)}.
‘Giá trị’ của hình ảnh ban đầu đề cập đến mức xám của điểm ảnh cụ thể, nhưng có thể là bất kỳ giá trị nào, từ giá trị bật/tắt nhị phân đến màu 32-bit và hơn thế nữa. (Lưu ý rằng màu 32-bit sẽ tạo ra một ma trận đồng xuất hiện kích thước 232×232!)
Ma trận đồng xuất hiện cũng có thể được tham số hóa theo khoảng cách, {\displaystyle d}, và góc, {\displaystyle \theta }, thay vì độ lệch {\displaystyle (\Delta x,\Delta y)}.
Bất kỳ ma trận hoặc cặp ma trận nào cũng có thể được sử dụng để tạo ra một ma trận đồng xuất hiện. Tuy nhiên, ứng dụng phổ biến nhất của chúng là đo lường kết cấu (texture) trong hình ảnh, vì vậy định nghĩa tiêu biểu như trên giả định rằng ma trận là một hình ảnh.
Cũng có thể định nghĩa ma trận trên hai hình ảnh khác nhau. Ma trận như vậy có thể được sử dụng cho ánh xạ màu (color mapping).

## Tên gọi khác
Ma trận đồng xuất hiện cũng được gọi là:
- GLCMs (ma trận đồng xuất hiện mức xám)
- GLCHs (biểu đồ đồng xuất hiện mức xám)
- ma trận phụ thuộc không gian

## Ứng dụng trong phân tích hình ảnh
Dù xem xét cường độ hay giá trị mức xám của hình ảnh, hoặc các thành phần màu sắc khác nhau, ma trận đồng xuất hiện có thể đo lường kết cấu của hình ảnh. Vì ma trận đồng xuất hiện thường lớn và thưa, nên các số đo khác nhau của ma trận thường được sử dụng để thu được tập hợp đặc trưng hữu ích hơn. Các đặc trưng được tạo ra bằng kỹ thuật này thường được gọi là đặc trưng Haralick, theo Robert Haralick.
Phân tích kết cấu thường quan tâm đến việc phát hiện các đặc điểm của hình ảnh mà không thay đổi khi xoay. Để xấp xỉ điều này, các ma trận đồng xuất hiện tương ứng với cùng một quan hệ nhưng được xoay tại các góc đều nhau (ví dụ 0, 45, 90 và 135 độ) thường được tính toán và cộng lại.
Các phép đo kết cấu như ma trận đồng xuất hiện, "biến đổi wavelet" (wavelet transform), và "khớp mô hình" (model fitting) đã được ứng dụng đặc biệt trong phân tích hình ảnh y khoa.

## Ứng dụng khác
Ma trận đồng xuất hiện cũng được sử dụng trong xử lý từ ngữ trong xử lý ngôn ngữ tự nhiên (NLP).